# Canon EOS 60D
Canon EOS 60D je 17,8 megapixelová digitální zrcadlovka (dále DSLR) oznámená společností Canon dne 26. srpna 2010, tedy dva roky po předcházejícím modelu Canon EOS 50D. Fotoaparát patří mezi střední třídu DSLR určených zkušeným amatérům nebo profesionálním fotografům. 

## Hlavní rozdíly oproti modelu EOS 50D
- 17,8 megapixelový CMOS senzor. (50D – 15,1 megapixelů)
- maximální citlivost (ISO) je 6400 (50D – 6400 ISO)
- třípalcový displej s poměrem stran 3:2 (50D – 4:3)
- možnost nahrávat videosekvence (formát MOV, kódování H.264)
- nižší maximální rychlost snímání – 5,3 snímku za sekundu (50D – 6,3)
- odlišný typ paměťové karty SD/SDHC/SDXC (50D – CompactFlash)
- menší a lehčí tělo z polykarbonátu a hliníku (50D – tělo z hořčíkové slitiny)
- bezdrátové ovládání zábleskových zařízení
- odlišný design ovládacích prvků (zadní kolečko, joystick)

## EOS 60Da
Canon EOS 60Da je modifikovaná verze modelu 60D, určená pro astrofotografii. Je vybavena novým modifikovaným filtrem, který nabízí třikrát větší propustnost Hα světla (656nm) než EOS 60D.